# João de Deus Costa Lima
João de Deus Costa Lima (Fortaleza, Ceará, 19 de novembro de 1948) foi um dirigente do Fortaleza Esporte Clube durante o final da década de 1970 e início da década de 1980.
Antes de ser presidente, ainda como diretor administrativo, na gestão do presidente Airton Rebouças, deu grande contribuição para a reforma da sede social do clube que foi inaugurada no dia 18 de outubro de 1977, aniversário de 59 anos do clube, e vendida para pagar dívidas no início da década de 1990.
No dia 11 de setembro de 1980, assumiu a presidência do clube após a licença do então presidente Camilo Aguiar. Seu mandato foi marcado por sua postura incisiva em garantir a permamência do Fortaleza na primeira divisão nacional, após combinação de resultados feito pelo Ceará Sporting Club para evitar a classificação do Fortaleza para a primeira divisão.
Formou-se em 1973 em Administração de Empresas na extinta Escola de Administração do Ceará, atualmente, Centro de Estudos Sociais Aplicados da Universidade Estadual do Ceará. No âmbito pessoal, é casado e tem três filhos. É filho do ex-deputado estadual Jeová Costa Lima e sobrinho do ex-ministro do Superior Tribunal de Justiça Jesus Costa Lima.